# Ян Пісочинський
Ян Пісочинський, або П'ясечинський гербу Лис, відомий як Ян на Куневі (1620-1679) — польсьский шляхтич, воєначальник та урядник в Українських землях Королівства Польського, Новгород-Сіверський староста в 1641-1679 роках. Представник роду Пісочинських.

## З життєпису
Дід — Лаврін, королівський секретар, був послом Польщі у Кримському Ханстві. Мав багаторічні процеси майнові з воєводою Іваном (Янушем) Збаразьким; володів, зокрема, містечком Жорнище (Іллінецький район). 
Батько Олександр Пісочинський — сенатор 1630-1646 років, шляхтич та землемагнат Чернігівщини: мав у володінні значну частину Новгород-Сіверського повіту, а також землі по річці Убідь: Сосниця, Козляничі, Волинка. Крім того, керував маєтками батька:Жорниська волость (м. ін. Старі та Нові Жорнища, Пісочин), кам'яногірські маєтки (м.ін. Стара і Нова Кам'яногірки, Крута Долина, Польхова, Велика Руда, Осники, Велика Могила), Старостівці (Бундурівці), Заріччя, Гоголів (Михайлівське Село), також Кунів на Волині. Близько 1618 набув Зятківці, Ометинець, Луку. Отримав чимало маєтків на Сіверщині, частину яких після обміну територіями між РП та Московією втратив без відшкодування, тому неодноразово звертався з проханнями до сеймиків та сеймів (по його смерті — син Іван). Олександр Пісочинський у Смоленській війні був організатором польсько-козацьких акцій проти московських військ на Сіверщині. Мати Яна померла, коли він був ще дитиною у 1623 році. 
Ян виховувався в єзуїтьських школах в Римі та Відні. Був католиком. Попри те, що по документах був старостою з 1641 року, але приступив фактично до виконання своїх обов'язків лише в 1643-1644 - після завершення навчання в Європі. Мав чималі земельні маєтки на Чернігівщині: Сосницьку та Погарську волості, Новгрод-Сіверське староство. Мав резиденцію у Куневі Кременецького повіту. Мав багаторічні конфлікти з мачухою після смерті Олександра у 1646 році  щодо спадку. Брав участь у бойових діях проти козаків у 1648 році. Ян Пісочинський був одружений з дочкою ротмістра Григорія Чечеля. Власних дітей не мав — через що в останні роки свого життя мав депресію. Відповідно у 1673 році передав ленне право на свої володіння (Сосницю, Короп, Погар, Нові Млини) на користь двоюрідних братів холмського каштеляна Яна та берестейського каштеляна Стефана Пісочинського. 

### Посади
Новгород-Сіверський староста (25.02.1641-1679рр.), посол на сейм 1646 році, 1661 році від Волинського воєводства та 1667 році від Чернігівського воєводства, королівський покойовий двір 1647, королівський ротмістр (1647-1679 роках). 